# Dichiarazione dei diritti e delle lamentele
La Declaration of Rights and Grievances (in italiano Dichiarazione dei Diritti e delle Lamentele) fu un documento significativo emesso dal Congresso dello Stamp Act, il primo congresso coloniale tenutosi negli Stati Uniti. Questo congresso si riunì a New York per protestare contro lo Stamp Act del 1764, che imponeva tasse su una vasta gamma di documenti e materiale stampato nelle colonie americane. Fu approvato il 14 ottobre 1765.

## Contenuto principale
Il "Declaration of Rights and Grievances" del 1765, emanato dal Congresso di Stamp Act, rappresenta un momento cruciale nella storia delle tensioni pre-rivoluzionarie tra le colonie americane e il governo britannico. Questo congresso si riunì a New York nel mese di ottobre del 1765, in risposta alla promulgazione del Stamp Act da parte del Parlamento britannico.
Il documento era una risposta diretta al Stamp Act, che imponeva tasse su una vasta gamma di documenti e materiali stampati nelle colonie. Il Congresso di Stamp Act, costituito da delegati provenienti da nove colonie, emise la dichiarazione per esprimere la sua opposizione alla legge e per delineare le ragioni delle proteste delle colonie.
La dichiarazione sosteneva che solo le assemblee legislative delle colonie avevano il diritto di imporre tasse ai loro cittadini, in base al principio di "no taxation without representation" (nessuna tassazione senza rappresentanza). Contestava la legittimità del Parlamento britannico nel tassare le colonie senza il loro consenso e sottolineava che i coloni possedevano gli stessi diritti degli inglesi in Gran Bretagna, inclusi il diritto a un processo equo e il giusto utilizzo della proprietà.

### Altre questioni
Inoltre, la dichiarazione denunciava la violazione dei diritti dei coloni rappresentata dal fatto che molti venivano giudicati per reati penali da tribunali senza giuria in Gran Bretagna, una pratica considerata una violazione delle libertà civili fondamentali. Altre questioni trattate furono:
- I Coloni devono alla Corona "la stessa fedeltà" dovuta dai "soggetti nati nel regno".
- I Coloni devono al Parlamento "tutta la dovuta subordinazione".
- I Coloni possedevano i diritti degli Inglesi.
- Il processo con giuria è un diritto.
- L'uso di Corti dell'Ammiragliato era abusivo.
- Senza diritti di voto, il Parlamento non poteva rappresentare i coloni.
- Non deve esserci alcuna tassa senza rappresentanza.
- Solo le assemblee coloniali hanno il diritto di tassare le colonie.

## Conseguenze
Il "Declaration of Rights and Grievances" del 1765 rappresentò un importante atto di opposizione delle colonie al governo britannico e contribuì a mobilitare l'opposizione diffusa al Stamp Act. Questa opposizione culminò nella revoca del Stamp Act nel 1766, anche se le tensioni tra le colonie e la Gran Bretagna continuarono ad aumentare nei successivi anni pre-rivoluzionari.